# اتوبوس مفصلی

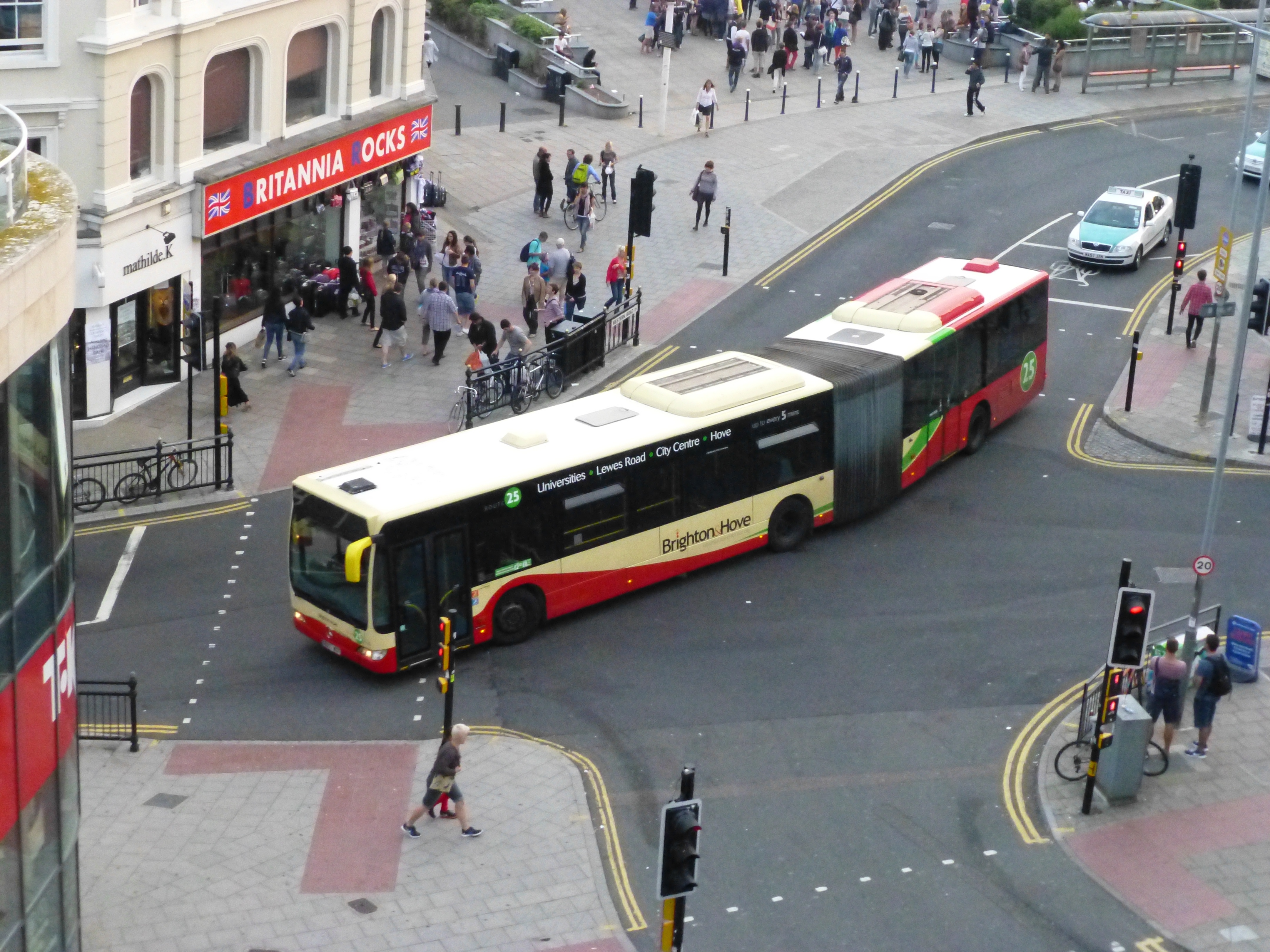
اتوبوس مفصلی

اتوبوس مفصلی (انگلیسی: Articulated bus) یا اتوبوس آکوردئونی نوعی ماشین‌آلات کمرشکن است که در ترابری عمومی استفاده می‌شود. معمولاً یک طبقه است و شامل دو یا چند بخش سفت و سخت است که توسط یک مفصل چرخشی به هم متصل شده‌اند.